# Police vectorielle

Exemple de fonte vectorielle

Une police vectorielle ou « police vectorisée »  est une police de caractères dont les caractères sont décrits par une suite d'instructions graphiques qui indiquent les mouvements à effectuer pour dessiner les contours d'un caractère. Un caractère est représenté par une juxtaposition de traits et d'arcs, et non pas par un tableau de points comme dans le cas des polices matricielles.

## Historique

### Origines
Les premières polices de caractères de type police matricielle n'offrent pas les avantages d'une police vectorielle.
Metafont, le format vectoriel de TeX, créé en 1979 est probablement le plus ancien ayant eu du succès puisque TeX était utilisé pour une grande partie des ouvrages à cette époque, et reste aujourd'hui un des formats d'édition favoris des rapports de recherche scientifique. La création des fontes se faisait via un métalangage et la création du document également.
En 1982, Adobe crée le langage PostScript (PS) et en 1984 les fontes PostScript Type1 et Type3, également pour des tâches d'impression. Ce format ne connut pas de succès avant l'apparition de l'imprimante Apple LaserWriter en mars 1985, la première imprimante à supporter le format PostScript.

### Déploiement pas les systèmes d'exploitation
Les polices de caractères des systèmes d'exploitation sont restées au format bitmap jusqu'à l'arrivée du MacOS Système 7 en mai 1991, qui propose alors le nouveau format TrueType (TTF) comme format de police vectorielle. Il est également utilisé par Microsoft à partir de 1992 avec Windows 3.1, au travers de l'Adobe Type Manager et le développement par Monotype Corporation de ce système. Les formats Microsoft et MacOS ne sont pas compatibles ce qui oblige à des conversions entre les deux formats.
En 1996, Adobe, en partenariat avec Microsoft, annonce OpenType (OTF), c'est une évolution de TrueType qui y ajoute des petits scripts, permettant de modifier certains comportement des fontes.
En 1998, Adobe crée le format PostScript Font Type 42 (42 est une référence au Guide du voyageur galactique), il permet d'encapsuler les fontes TrueType dans du langage PostScript et ainsi de les envoyer aux imprimantes reconnaissant le langage PostScript.

### Avec le web
Le 12 mai 1998, le W3C intègre la directive font-face aux spécifications finales de CSS2. Cette directive permet de charger une police de caractère depuis le serveur vers le poste client et d'affiner ainsi la contrôle sur le visuel de la page
En 1999, le W3C propose un premier brouillon de fontes vectorielles, nommé SVG Fonts adaptée au web, au sein du format de dessin vectoriel scriptable SVG. Ce format à l'avantage d'apporter des fontes en couleur, pouvant être animées via CSS ou javaScript. Le brouillon deviendra une norme le 14 janvier 2003 au sein de la spécification finale de SVG 1.1
En 2003, OpenType 1.4 est adopté par le Moving Picture Experts Group au sein du standard vidéo MPEG-4.
En 2005, OpenType commence à migrer vers un format plus ouvert, qui deviendra en 2007, Open Font Format (OFF) et sera normalisé par l'Organisation internationale de normalisation, sous la norme ISO/IEC 14496-22 (MPEG-4 Part 22), révisé en 2009.
Le 5 mars 2008, Microsoft, soumet le format Embedded OpenType (EOT) au W3C. Il s'agit d'une version compressée d'OpenType, utilisant la compression spécialisée MicroType Express, dont les spécifications sont également soumises au même moment au W3C, permettant un transfert plus rapide dans le cas de l'utilisation dans une page Web, qui est ajouté aux spécifications mais n'est supporté que par Internet Explorer.
Le 27 juillet 2010, le W3C propose un premier brouillon du Web Open Font Format (WOFF), un nouveau format encapsulant de l'OpenType (version Open Font Format), lui ajoutant des métadonnées (auteur, licence, etc.) et le compressant au format gzip, afin de réduire la taille de la fonte dans les transferts. Les spécifications finales de WOFF 1.0 sont publiées le 13 décembre 2012
Les besoins dans les applications web et epub, utilisant tous deux HTML5, de fontes en couleurs, notamment pour l'utilisation des fontes pour la représentation des icônes, ou pour l'affichage d’émoticônes en couleur, passé entre-temps dans la norme UTF-8 sont de plus en plus demandés.
En octobre 2011, Adobe soumet l'idée d'intégrer SVG Fonts en tant que sous format d'OpenType, permettant par la même d'être intégré dans le format compressé Web Open Font Format. En février 2013, la fondation Mozilla propose d'intégrer le format SVG Font comme un sous groupe du format OpenType, sous le nom SVG OpenType ou SVG in OpenType. La spécification finale sort le 9 octobre 2013.
Vers 2012, certains développeurs web commencent à prendre l'habitude d'intégrer l'ensemble des icônes lorsqu'ils sont vectoriels dans une fontes, afin de ne charger qu'un fichier au lieu de plusieurs, comme cela se faisait avec les images matricielles au format JPEG, PNG ou gif (CSS sprites). S'il est possible en pratique de faire cela plus souplement avec le format graphique SVG, les auteurs décrivent le support de l'anticrénelage des systèmes de fontes comme meilleurs
En 2013, Google propose le format Web Open Font Format 2 (WOFF2), il remplace l'algorithme de compression par brotli, proche des principes de LZMA. Il compresse un peu moins que LZMA, mais tout de même 30 à 50 % plus que gzip utilisé par WOFF et permet une vitesse de décompression environ 10 fois plus élevée que LZMA. Il comporte également, en s'inspirant du format MicroType Express (MTX), la possibilité de mémoriser le corps d'un caractère sans accent, et de le réutiliser pour le représenter avec accent, plutôt que de mémoriser le même caractère pour chaque accent, ce format accueille officiellement les fontes SVG multicolores acceptées dans OpenType.

## Caractéristiques
Les polices vectorielles permettent, à partir d'une seule police d'une famille donnée, d'obtenir au moyen de transformations simples sur les paramètres des contours des caractères, d'autres descriptions des caractères, et ainsi de générer les polices italiques, gras... 
Une police vectorielle occupe plus de place en mémoire qu'une police matricielle, mais une  police vectorielle se dérive facilement pour donner toutes les polices possibles, et du fait qu'il suffit de garder un seul modèle de police vectorielle, elle occupe moins de place que toutes les polices matricielles d'une même famille.
Les caractères d'une police vectorielle peuvent être affichés avec n'importe quelle taille et peuvent être plus facilement transformés que ceux d'une police matricielle avec des résultats plus attrayants, bien que cela exige beaucoup plus de calculs numériques. De plus, les caractères d'une police vectorielle sont souvent transformés en matrices de points, pour être affichés, et pour éviter de répéter les calculs au cas où les caractères doivent encore être dessinés, le résultat de la transformation est placé en mémoire sous forme de tableaux.

## Formats courants
- Le format Metafont est toujours utilisé dans le document TeX et ses dérivés (LaTeX) au côté d'autres formats.
- PostScript reste un langage d'impression très répandu; notamment via Ghostscript et les systèmes transforment parfois leurs fontes en systèmes PostScript avant de les fournir aux imprimantes.
- Le format TrueType est resté le plus répandu jusqu'à il y a peu[Quand ?].
- Le format OpenType est un format au départ propriétaire, devenu libre de droits après sa normalisation ISO, permettant d'unifier les avantages des différentes fontes; c'est un standard du web, et de la vidéo (MPEG-4) mais il est également supporté par différents systèmes d'exploitation.
- Le format Embedded OpenType est une version compressée d'OpenType, produite par Microsoft et n'étant supporté que par Internet Explorer.
- Le format Web Open Font Format est une encapsulation d'OpenType y ajoutant des métadonnées (licence, auteur, etc.) et compressant le fichier; c'est devenu un standard du web.
- Le format SHX  est du type fichier de forme et reste un format créé et utilisé par les logiciels de CAO (Police Autocad utilisée aussi sur Microstation). Ce fichier vectoriel définit des contours ou des squelettes de caractères sans jamais être remplis (d'épaisseur "0" = 1 pixel d'écran quels que soient l'échelle ou l'écran utilisé). L'association d'une épaisseur dans le fichier support donne la "graisse" pour le traçage sur papier pour toutes les lignes constituant les caractères. Les paramètres de Hauteur de caractère, d'Espacement (ou plutôt de compression), d'Inclinaison (qui tend vers l'italique sans en respecter toutefois toutes les règles) sont des paramètres supplémentaires indépendants de ce type de police, et sont ajustables dans chaque fichier utilisateur, voire chaque occurrence, tels les propriétés des autres objets du fichier support.
- Le format SVG Fonts est un format créé au sein du format SVG, permettant d'obtenir des fontes en couleur et animées. Il est en cours d'abandon au profit de SVG OpenType, intégré dans OpenType et dans Web Open Font Format.